# Киевстар
«Киевста́р» (укр. Київстар англ. Kyivstar, дословно Звезда Киева) — украинская телекоммуникационная компания, предоставляющая услуги связи и передачи данных на основе широкого спектра мобильных и фиксированных технологий, в том числе 4G (LTE). 
Мобильная сеть компании охватывает все города Украины, а также более 28 тыс. сельских населённых пунктов, все основные национальные и региональные трассы, большинство морских и речных побережий. По состоянию на 2020 год является крупнейшим оператором мобильной связи, а также одним из крупнейших интернет-провайдеров широкополосного доступа (услуга «Домашний интернет») на Украине, обслуживая около 26 млн клиентов мобильной связи и более 1 млн клиентов фиксированного широкополосного интернета (услуга «Домашний интернет»). Компании принадлежат семь сетевых кодов: 39, 67, 68, 77, 96, 97, 98.
Вместе с основными телеком услугами компания предоставляет услуги FMC (конвергенция мобильной и фиксированной связи), цифровые решения — Big Data, индустриальный IoT, Clouds, мобильные финансовые сервисы, Open API «Киевстар открытый телеком» и другие. 
Киевстар создал самую большую инфраструктуру связи на Украине — почти 40 тысяч базовых станций. Компания использует собственную оптоволоконную сеть общей протяжённостью 44 тысячи км и пропускной способностью более 380 Гбит/с.
ЧАО «Киевстар» основано и зарегистрировано на Украине в 1994 году, услуги мобильной связи предоставляет с 1997 года. Главный офис компании находится в Киеве. Киевстар входит в состав международной телеком-группы VEON (Нидерланды). 
Президентом компании с декабря 2018 года является Александр Комаров.

## Тарифная политика
По состоянию на декабрь 2022 года в компании есть тарифы для двух групп абонентов — предоплаченных и контрактных.
Для предоплаченных абонентов тарифы находятся в диапазоне от 125 грн / 4 недели («Смачний») до 250 грн / 4 недели («ТВОЙ Оптимум»).
Для контрактных пользователей тарифы в диапазоне от 135 грн/месяц («ВАШ Старт») до 1500 грн/месяц («ВАШ Максимум»).
Для людей старшего возраста и людей с инвалидностью есть специальные тарифы – «Дзвінки для батьків» («Звонки для родителей») и «Інтернет для батьків» («Интернет для родителей»).

## Основные показатели

### Покрытие и охват
По состоянию на 2021 год Киевстар обслуживает около 26,2 млн клиентов мобильной связи и более 1,2 млн клиентов фиксированного широкополосного интернета на Украине. В 2021 году Киевстар продолжил строить сеть 4G по всей Украине и обеспечил возможность доступа к услугам 4G для 90,3% населения страны. Оператор реализовал программу по покрытию скоростным мобильным интернетом всех автодорог международного значения, которые проходят по территории Украины.
На начало 2022 года:
- Возможность доступа к услугам 4G имеет 90,3% населения
- Потребление дата-траффика на абонента возросло до 7,1 Гб (4 кв. 2021)
- Количество абонентов услуги Киевстар ТВ в 4 кв.2021 увеличилось на 59,6% по сравнению с 2020. Сегодня услугой пользуются 691 тыс абонентов по всей Украине.

Компания также предоставляет услуги более 0,43 млн пользователей по доступу к широкополосному интернету на базе FTTB. Сеть широкополосного доступа к интернету (услуга «Домашний Интернет») действует в 125 городах Украины.
По результатам первого полугодия 2021 оператор уже в третий раз становится лидером по скорости мобильного интернета согласно исследованиям Ookla. С началом внедрения 4G средняя скорость загрузки данных в сети Киевстар выросла почти в 2 раза, с 17,9 Мбит/с в 2018 году до 33,2 Мбит/с в первом полугодии 2021 года, что является наибольшим показателем среди мобильных операторов Украины.
По состоянию на август 2021 сеть 4G (LTE) Киевстар охватывает 88,75 % населения Украины.

### Финансовые показатели
В 2021 году:
- Общий доход Киевстар составил 28,748 млрд грн.
- Основную выручку компании принесли услуги мобильной связи — 26, 712 млрд грн (рост на 12,3 %). В том числе услуги мобильного интернета 16,092 млрд грн (рост 18 %)
- Доход от фиксированной связи — 18,59 млрд грн. (рост на 16 %).
- Объём капитальных инвестиций компании без учёта аренды и лицензий за год составил 4,851 млрд грн.
- Количество абонентов мобильной связи — около 26,2 млн
- Количество абонентов фиксированной связи — 1,2 млн
- Сумма налогов и сборов, уплаченных в бюджет Украины за 2021 год, составила более 10,2 млрд грн.
- За 2020 год компания инвестировала в развитие инфраструктуры 5,5 млрд грн.

### Номерная ёмкость
Киевстар использует 7 сетевых кодов — 67, 68, 39, 77, 96, 97, 98, а также имеет номерные ёмкости в стационарной телефонной сети многих городов Украины (например, 2 тыс. номеров с индексами 695ххх, 696ххх в Полтаве, 20 тыс. номеров с индексами 781хххх, 782хххх в Одессе, до июля 2014 года — 5 тыс. номеров с индексами 905ххх — 909ххх в Севастополе. Раньше сетевой код 68 принадлежал «Украинским радиосистемам» (торговая марка Beeline), но после объединения с Вымпелкомом перешёл к Киевстару.
- 39 xxx xx xx — номера абонентов Golden Telecom, перешедшие сначала к Beeline, а затем — к Киевстару.
- 77 новый с 2024 года

## История

### 1990-е и 2000-е
Компания была основана в 1994 году Игорем Литовченко под названием «Bridge». Позже название было изменено на «Киевстар».
1997 — запуск сети мобильной связи. Услуги мобильной связи компания начала предоставлять с 9 декабря 1997 года.
1998 — первой на Украине начала предоставлять услуги SMS.
2000 — первой на Украине начала предоставлять доступ к мобильному Интернету по технологии WAP. В этом году были внедрены бесплатные входящие звонки внутри сети для всех абонентов (впервые на рынке). Были введены услуги доступа к Интернету (в частности, WAP). Компания стала первым оператором GSM-банкинга («СтарКард»). Абонентам предоставлена услуга межстандартного роуминга.
2001 — Киевстар стал лидером телеком-рынка Украины по количеству абонентов.
2002 — начато предоставление услуг высокоскоростной передачи данных GPRS. «Киевстар» стал первым мобильным оператором Украины, предоставляющим услуги роуминга во всех европейских странах. Компания была сертифицирована по международной системе качества ISO 9001:2000.
Осенью 2003 года была отменена плата за входящие звонки. Киевстар получил международную премию «Евромаркет» Европейского центра исследований рынка (EMRC), а «Украинская инвестиционная газета» признала Киевстар самой динамичной компанией Украины в рейтинге «ТОР-100».
В 2004 году Киевстар впервые на Украине продемонстрировал технологию скоростной передачи данных EDGE, стал официальным мобильным оператором Национальной Олимпийской сборной Украины, а выпуск корпоративных облигаций ЗАО «Киевстар GSM» был признан лучшей финансовой операцией года на международных развивающихся рынках.

### 2010-е

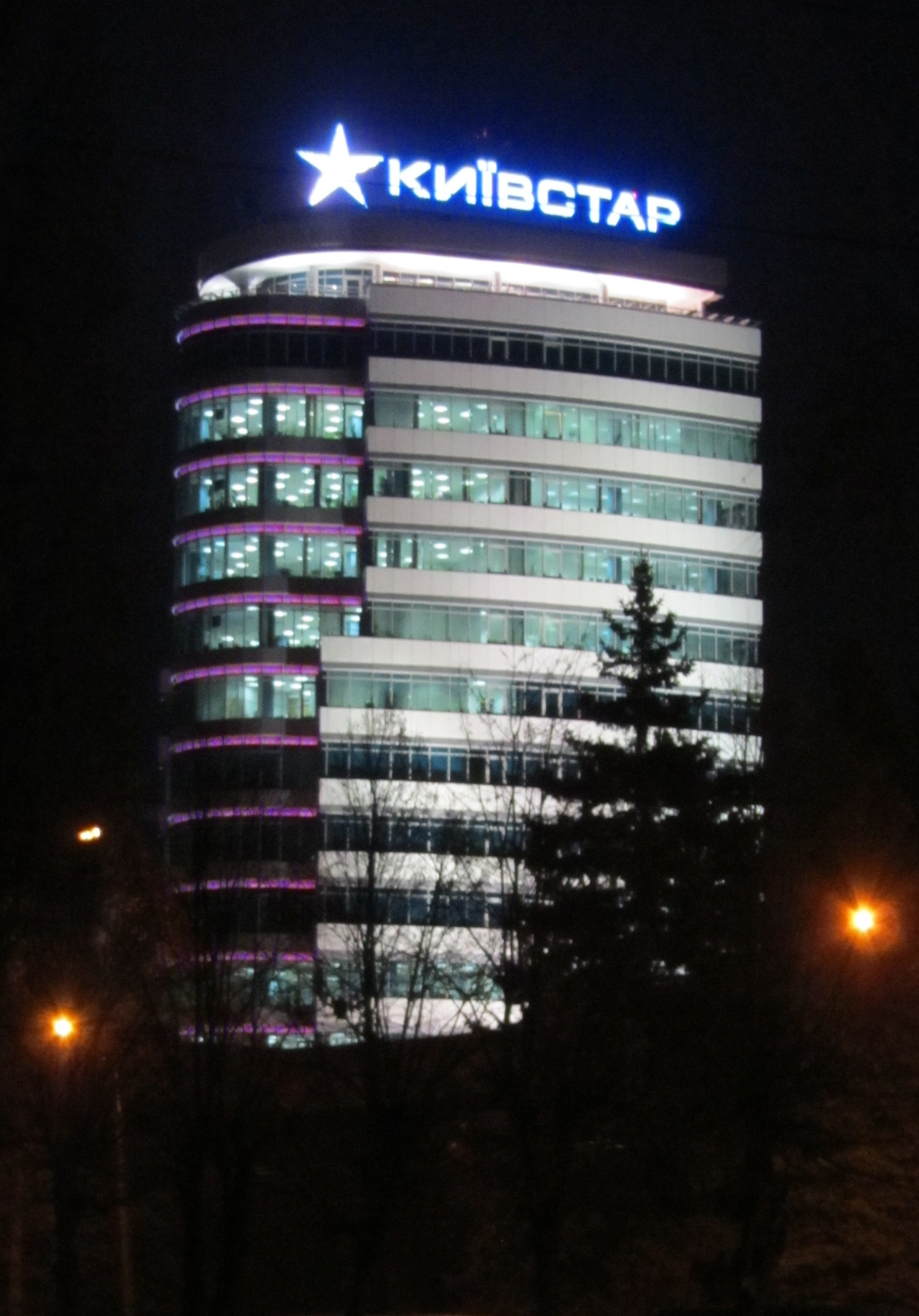
Филиал компании Киевстар в Днепре (2011)

21 октября 2010 года начался процесс интеграции украинских телекоммуникационных операторов — «Киевстар» и «Beeline-Україна» (ЗАО «Украинские радиосистемы» и «Голден Телеком») в одну компанию. Объединённая компания предоставляет телекоммуникационные услуги под брендами «Киевстар», djuice, «Киевстар-бизнес» и «Beeline». По информации «Киевстар» процесс объединения операторов был завершён к концу 2012 года.
В 2013 году было начато предоставление мобильно-финансовых услуг, в частности услуги «Мобильные деньги», с помощью которой абоненты могут осуществлять пополнение банковских карточек, расчёты за товары и услуги различных компаний с мобильных телефонов. В рейтинге «500 крупнейших компаний Центральной и Восточной Европы», составленном Deloitte, «Киевстар» занял 146 место, самое высокое среди украинских операторов мобильной связи.
С 11 августа 2014 года Киевстар прекратил обслуживание своих абонентов в Крыму из-за вооружённого нападения на офис компании в Симферополе.
23 февраля 2015 года Киевстар приобрёл на тендере лицензию на предоставление услуг в стандарте UMTS, принадлежащем к третьему поколению мобильной связи (3G). По условиям тендера оператор обязался в течение 18 месяцев после проведения конкурса запустить сеть третьего поколения на территории всех областных центров Украины, а в течение 6 лет — на территории всех районных центров и всех населённых пунктов с населением более 10 тысяч человек.
В апреле 2015 года Киевстар начал предоставлять услуги 3G.
В июне 2015 года компания осуществила ребрендинг, введя изменения в корпоративной стилистике и ценностях компании, которые теперь соответствуют новому слогану оператора: «Просто. Инновационно. Лучше».
14 ноября 2016 — 20-я годовщина со дня открытия листинга на американской биржевой площадке — одна из важнейших вех в истории международной группы компаний VEON, в которую входит национальный телеком-оператор «Киевстар».
14 ноября 2016 года Киевстар первым на Украине ввёл тарифы, объединяющие услуги мобильной связи, домашнего интернета и ТВ в одном предложении, — «Киевстар Все вместе».
23 марта 2017 года Киевстар инициировал рефарминг радиочастот в диапазоне 1800 МГц, чтобы обеспечить всем участникам телеком-рынка равные возможности для развития связи стандарта 4G.
25 апреля 2017 года Киевстар заявил о готовности оборудования сети к предоставлению услуг связи стандарта 4G. С целью модернизации сети компания установила оборудование на базе решения Single RAN (единый радиодоступ). Данное решение позволяет в рамках единого программно-аппаратного комплекса базовой станции использовать оборудование для различных стандартов мобильной связи, в том числе 3G и 4G.

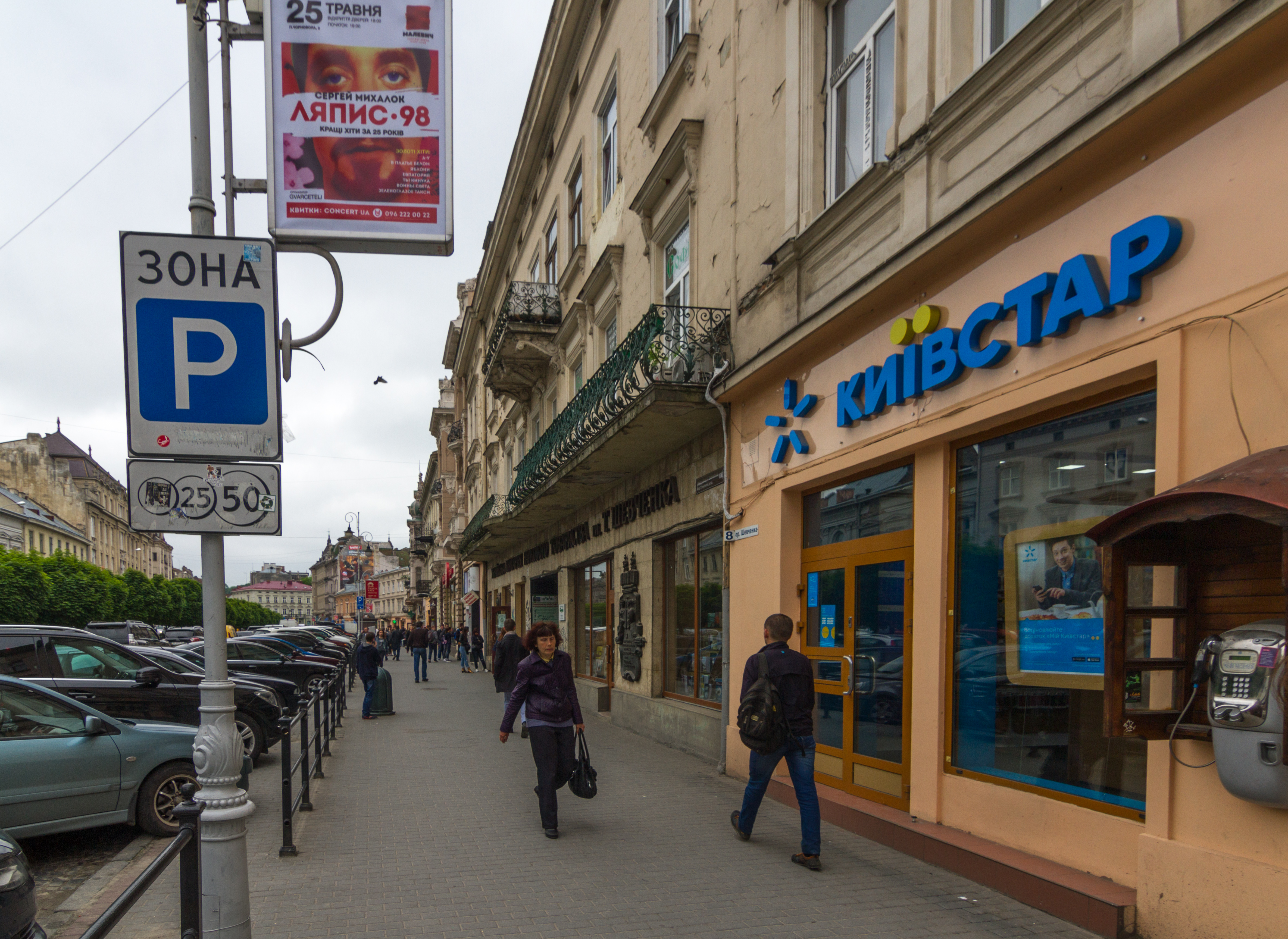
Один из центров обслуживания Киевстар во Львове (2017)

29 ноября 2017 Национальный банк Украины предоставил дочерней компании Киевстар (ООО «СтарМани») статус оператора платёжной инфраструктуры.
26 декабря 2017 года Киевстар и Министерство экономического развития и торговли Украины подписали Меморандум о сотрудничестве. По условиям Меморандума стороны договорились про обмен статистической информацией, которая даёт возможность определить количество отечественных и иностранных туристов, перемещающихся территорией Украины. Полученные данные используются Министерством для развития туристической отрасли и популяризации Украины на внешнем и внутреннем туристических рынках.
27 декабря 2017 года Киевстар начал подключение абонентов к сервису Mobile ID, предоставляющему возможность электронной идентификации личности для получения электронных услуг.
В конце января 2018 Киевстар вошёл в список крупных компаний, которые обеспечивают более 70 % всех поступлений в государственный бюджет Украины.
31 января 2018 года Киевстар получил лицензию 4G (LTE) на частоты 2600 Мгц. Следующий (на частоты в диапазоне 1800 МГц) запланирован на 6 марта 2018 года.
6 марта 2018 года состоялся очередной аукцион лицензий на частоты в диапазоне 1800 МГц. По его результатам Киевстар приобретёт больше всего частот в этом диапазоне за 1 млрд 512 млн грн.
6 апреля 2018 года Киевстар запустил связь 4G в диапазоне 2600 МГц в 20 городах Украины.
12 апреля 2018 года Киевстар получил лицензии на 4G в диапазоне 1800 МГц.
1 июля 2018 года Киевстар начал предоставлять услуги 4G в диапазоне 1800 МГц.
20 декабря 2018 года Киевстар запустил услугу Mobile ID для всей Украины.
17 июля 2019 года Киевстар заявил про готовность добровольно передать государству часть диапазона радиочастот в полосе 900 МГц для того, чтобы другие мобильные операторы, которым не хватает частот, могли их получить на тендере.
17 сентября 2019 года Киевстар и Microsoft объявили о запуске на Украине совместного облачного решения Azure Stack with Kyivstar. Облачное решение Azure Stack позволяет внедрять сервисы Azure в локальном дата-центре, создавая условия для развития бизнес-инноваций на Украине
17 декабря 2019 года Киевстар первым на рынке Украины представил техническое решение для создания удалённых рабочих мест.

### 2020-е
15 января 2020 года Министерство цифровой трансформации Украины и Киевстар начали сотрудничество в сфере цифровой грамотности населения.
5 марта 2020 Киевстар совместно с двумя операторами начал предоставлять услуги 4G связи с использованием частот в диапазоне 1800 МГц на станции метро «Академгородок» в Киеве и в тоннеле до станции «Житомирская». С 3 июля 2020 услуги скоростного интернета были расширены, с использованием частот в диапазонах 1800 МГц и 2600 МГц, ещё на восемь станций Киевского метрополитена и в тоннелях между ними. Это станции Житомирская, Святошин, Героев Днепра, Минская, Оболонь, Сырец, Дорогожичи и Лукьяновская. С мая 2021 года скоростной 4G интернет от Киевстар работает на всех станциях метро Киева.
18 марта 2020 года Киевстар получил лицензию на развитие связи 4G в диапазоне 900 МГц.
В ноябре 2020 года Киевстар и другие мобильные операторы Украины осуществили рефарминг радиочастот диапазона 900 МГц. Это позволило развивать скоростной мобильный интернет в небольших населённых пунктах и сельской местности.

### 2022. Киевстар во время Российско-Украинской войны
С 24 февраля 2022 года, с начала полномасштабного российского вторжения в Украину, Киевстар ввел пакет мер по поддержке общества и абонентов. Компания обеспечила клиентов бесплатными услугами связи как внутри страны, так и в роуминге, открыла доступ к большей части контента на платформе онлайн телевидения Киевстар ТВ, а для абонентов других мобильных операторов предоставлен свободный доступ к новостным каналам и детскому контенту. Компания предоставила возможность пользоваться фиксированным интернетом со скоростью до 80 Мбит/с абонентам без возможности уплаты счета и обеспечила бесплатный Wi-Fi в более чем 200 бомбоубежищах по всей Украине. Компания выделила 10 млн гривен благотворительной помощи БФ «Повернись живим» и 5 млн — БФ «Твоя опора».
Компания создала платформу для сбора средств на нужды армии Украины. Благодаря короткому номеру 88009 за первые две недели существования платформы абонентами Киевстар было собрано более 1,2 млн гривен. В сотрудничестве с Государственной службой Украины по чрезвычайным ситуациям разослано более 150 млн SMS-сообщений с жизненно важной информацией, в частности — о действиях во время воздушной тревоги, первой медицинской помощи и т. д..
Запущен национальный роуминг вместе с другими мобильными операторами, Министерством цифровой трансформации Украины, Государственной службой специальной связи и защиты информации Украины, Национальной комиссией, осуществляющей государственное регулирование в сферах электронных коммуникаций, радиочастотного спектра и услуг почтовой связи вместе с Украинской ассоциацией операторов связи «Телас».

### 2023
Утром 12 декабря в работе Киевстара произошел масштабный сбой. Абоненты компании остались без голосовой связи, мобильного и домашнего интернета. Неполадки привели к нестабильной работе части банкоматов и терминалов по всей стране. В ряде городов Украины из-за сбоя были проблемы с отключением городского освещения после ночи, а также с системой оповещения о воздушной тревоге. Служба безопасности Украины начала производство по восьми статьям уголовного кодекса. По одной из версий СБУ, за атакой на оператора могут стоять российские спецслужбы.